# Morales-Sanchez
Morales-Sanchez é uma Região censo-designada localizada no estado norte-americano do Texas, no Condado de Zapata.

## Demografia
Segundo o censo norte-americano de 2000, a sua população era de 95 habitantes.

## Geografia
De acordo com o United States Census Bureau tem uma área de
9,4 km², dos quais 9,4 km² cobertos por terra e 0,0 km² cobertos por água.

## Localidades na vizinhança
O diagrama seguinte representa as localidades num raio de 20 km ao redor de Morales-Sanchez.